# Werpeloh
Werpeloh là một đô thị thuộc huyện Emsland, trong bang Niedersachsen, Đức. Đô thị này có diện tích 35,34 km².